# Bošnjačko vijeće u Crnoj Gori
Bošnjačko vijeće u Crnoj Gori (BV), najviše je predstavničko tijelo Bošnjaka u Crnoj Gori.

## Povijest
Bošnjačko vijeće u Crnoj Gori je osnovano 2008. godine u Rožajama. Predstavlja organizovanu instituciju manjinske samouprave bošnjačkog naroda, utemeljenu na ustavnim i zakonskim rješenjima, čiji je djelokrug aktivnosti usmjeren na očuvanju nacionalnog, vjerskog, jezičkog i kulturnog identiteta ove nacionalne zajednice u Crnoj Gori. Bošnjačko vijeće u Crnoj Gori je osnivač prve Bošnjačke knjižnice u ovoj državi, a godinama dodjeljuju i stipendije bošnjačkim studentima. Vijeće obilježava bošnjačke nacionalne blagdane na visokom nivou organizacije i posjećenosti.
Bošnjaci Crne Gore 20. studeni smatraju svojim nacionalnim blagdanom: Danom Sandžaka. Ovu odluku donijelo je Bošnjačko nacionalno vijeće 2005. godine. Obilježava se u znak sjećanja na 20. studeni 1943. godine, kada je u Pljevljima održana osnivačka sjednica Zemaljskog antifašističkog vijeća narodnog oslobođenja Sandžaka (ZAVNOS). Bošnjački povjesničari smatraju da je tog dana u ratnim uslovima započeta autonomija Sandžaka, jer su na osnivanju ZAVNOS-a izabrane Narodna skupština i Vlada Sandžaka sa sedam ministarstava. Ovaj dan slavi se i kao nacionalni dan Bošnjaka Srbije.
Bošnjačko vijeće u Crnoj Gori učestvuje u radu regionalnog Ureda za koordinaciju bošnjačkih vijeća sa sjedištem u Sarajevu. Ured za koordinaciju bošnjačkih vijeća čine predstavnička tijela i nacionalne institucije Bošnjaka iz zemalja bivše Jugoslavije, a osnovan je početkom 2018. godine.

## Vanjske poveznice
- (boš.) Službena stranica Bošnjačkog vijeća u Crnoj Gori